# Bernardo di Ravensberg
Ottone di Calvelage, in tedesco: Bernhard (Ravensberg) (XIII secolo – 1346), è stato un nobile tedesco; fu conte di Ravensberg dal 1328 fino alla sua morte.

## Origine
Bernardo, secondo il Zeitschrift für vaterländische Geschichte und Altertumskunde, Volume 1, era il figlio sestogenito (maschio quartogenito) del conte di Ravensberg, Ottone III e della moglie, Edvige di Lippe, figlia di Bernardo di Lippe e Sofia di Amsberg, come ci viene confermato dal documento n° n° XLIX del Diplomatische Geschichte der alten Grafen von Ravensberg.

Ottone III di Ravensberg, secondo il Zeitschrift für vaterländische Geschichte und Altertumskunde, Volume 1, era il figlio primogenito del conte di Ravensberg, Ludovico e della moglie, Adelaide di Dassel, figlia del conte Adolfo di Dassel e della moglie Adelaide di Schwarzburg.

## Biografia
Bernardo lo troviamo citato, per la prima volta, assieme ad altri fratelli, nel 1275, quando, suo padre Ottone III e la madre Edvige (Otto comes, Hattewige comitissa in Ravensberghe), secondo il documento n° LVI del Diplomatische Geschichte der alten Grafen von Ravensberg, intervennero per la chiesa di Santa Maria Vergine di Rulle, con il consenso dei figli (heredibus nostris Hermanno scil. et Ottone, Lothewico et Bernardo et filiabus Sophia et Alheide).
Lo troviamo ancora citato assieme ai fratelli, nel 1276, quando suo padre, Ottone III, secondo il Die Urkunden des Bisthums Münster von 1201-1300, band III fece una vendita alla città di Beckum, col consenso del fratello, Ludovico, della moglie Edvige e dei figli (fratris nostri domini Ludewici ecclesie sancti Johannis Osnaburgensis prepositi nec non uxoris nostre Hathewigis, heredum nostrorum Hermanni, Ludewici, Ottonis, Bernhardi, Jutte, Ode et Sophie).
Bernardo viene ancora citato, assieme ai fratelli, nel documento n° LXVIII del Diplomatische Geschichte der alten Grafen von Ravensberg, datato 14 luglio 1293, quando suo padre, Ottone III, con sua madre Edvige (Otto comes et Hadewigis comitissa de Ravensbergh), col consenso dei figli (Hermannus prepositus Tungrensis, Otto canonicus Osnaburgensis, Lodewicus et Bernardus fratres predictorum comitis et comitisse filii heredesque) confermarono i privilegi al monastero di Bielefeld, l'attuale Neustädter Marienkirche, e fu stabilito che dovevano essere ammessi almeno 12 canoni e la legge sul patrocinio passò al conte di Ravensberg.
Suo padre, Ottone III morì nel 1306, il 25 marzo, come ci conferma il Necrologium Marienfeldense del Denkmäler alter Sprache und Kunst, Volume 2.
Suo fratello, Ottone, che aveva intrapreso la carriera clericale ed era divenuto canonico di Osnabrück nel 1293 e il canone di Münster il 24 ottobre 1301, dopo la morte del padre, tornò allo stato secolare e gli succedette come Ottone IV Conte di Ravensberg.
Anche Bernardo come il fratello Ottone aveva intrapreso la carriera clericale ed era divenuto canonico nel 1313 e poi prevosto a Osnabrück e tesoriere della cattedrale di Münster nel 1315; fu anche prevosto a Schildesche (oggi quartiere di Bielefeld), dal 1308, come ci viene confermato dal confermato dal documento CII del Diplomatische Geschichte der alten Grafen von Ravensberg (Hadewigis ducisse de Luneborg).
Suo fratello, Ottone IV (Otto nobilis vir comes in Ravensberg) compare per l'ultima volta nel documento XCIX del febbraio 1328 del Diplomatische Geschichte der alten Grafen von Ravensberg e, come ci viene confermato dal Zeitschrift für vaterländische Geschichte und Altertumskunde, Volume 1, morì il 20 febbraio di quello stesso anno. Bernardo, che mantenne le cariche ecclesiastiche, gli succedette e, che, nel documento n CV del Diplomatische Geschichte der alten Grafen von Ravensberg viene citato come conte di Ravensberg (Bernhardum comitem de Ravensberghe).
Anche la cognata Margherita di Berg, vedova di Ottone IV, lo riconobbe conte di Ravensberg, come da documento n° CVI del Diplomatische Geschichte der alten Grafen von Ravensberg.
Poiché non era sposato si adoperò affinché la contea fosse ereditata dalla nipote, Margherita, figlia di suo fratello Ottone IV; nel 1336, l'imperatore, Ludovico il Bavaro, secondo il documento n° 306 del Urkundenbuch für die Geschichte des Niederrheins, Volume 3, accettò che Margherita fosse erede di Bernardo e decretò inoltre che Margherita ereditasse anche la contea di Berg, nel caso che il conte Adolfo VI morisse senza discendenza.
Bernardo (Bernhardus comes de Ravensberghe) compare per l'ultima volta nel documento XVII del febbraio 1346 del Zeitschrift für vaterländische Geschichte und Altertumskunde, Volume 1 e, come ci viene confermato dal Zeitschrift für vaterländische Geschichte und Altertumskunde, Volume 1, morì nel settembre di quello stesso anno. Gli succedette Gerardo di Berg marito della nipote, Margherita, che poi due anni dopo erediterà anche la contea di Berg.

## Matrimonio e discendenza
Bernardo non aveva preso moglie e di lui non si conosce alcun discendente.
Con Bernardo si estinse la linea maschile dei Conti di Ravensberg.

### Fonti primarie
- (LA)  #ES Westfälisches Urkunden-Buch, band III: Die Urkunden des Bisthums Münster von 1201-1300.
- (LA)  #ES Denkmäler alter Sprache und Kunst, Volume 2.
- (LA)  #ES Diplomatische Geschichte der alten Grafen von Ravensberg.

### Letteratura storiografica
- (DE)  (LA)  #ES Zeitschrift für vaterländische Geschichte und Altertumskunde, Volume 1